# Takydromus
Genre
Takydromus est un genre de sauriens de la famille des Lacertidae.

## Répartition
Les 25 espèces de ce genre se rencontrent dans l'est de l'Asie.

## Description
Ce sont des reptiles diurnes et principalement terrestres, bien que quelques espèces soient aussi arboricoles. Tous les membres de ce genre ont un aspect élancé, avec une queue souvent très longue par rapport au reste du corps (pouvant atteindre trois fois la longueur dans le cas de Takydromus sexlineatus).

## Liste des espèces
Selon The Reptile Database (7 octobre 2024) :
- Takydromus albomaculosus Wang et al., 2017[3]
- Takydromus amurensis (Peters, 1881)
- Takydromus dorsalis Stejneger, 1904
- Takydromus formosanus (Boulenger, 1894)
- Takydromus guilinensis Guo et al., 2024[4]
- Takydromus hani Chou, Truong & Pauwels, 2001
- Takydromus haughtonianus (Jerdon, 1870)
- Takydromus hsuehshanensis Lin & Cheng, 1981
- Takydromus intermedius Stejneger, 1924
- Takydromus khasiensis (Boulenger, 1917)
- Takydromus kuehnei Van Denburgh, 1909
- Takydromus luyeanus Lue & Lin, 2008
- Takydromus madaensis Bobrov, 2013
- Takydromus sauteri Van Denburgh, 1909
- Takydromus septentrionalis (Günther, 1864)
- Takydromus sexlineatus Daudin, 1802
- Takydromus sikkimensis Günther, 1888
- Takydromus smaragdinus (Boulenger, 1887)
- Takydromus stejnegeri Van Denburgh, 1912
- Takydromus sylvaticus (Pope, 1928)
- Takydromus tachydromoides (Schlegel, 1838)
- Takydromus toyamai Takeda & Ota, 1996
- Takydromus viridipunctatus Lue & Lin, 2008
- Takydromus wolteri (Fischer, 1885)
- Takydromus yunkaiensis Wang, Lyu & Wang in Wang et al., 2019[5]

## Publication originale
- Daudin, 1802 : Histoire Naturelle, Générale et Particulière des Reptiles; ouvrage faisant suit à l'Histoire naturelle générale et particulière, composée par Leclerc de Buffon; et rédigee par C.S. Sonnini, membre de plusieurs sociétés savantes. vol. 3, F. Dufart, Paris, p. 1-452 (texte intégral).